# 加马什
加马什（法語：Gamaches，法語發音：[ɡamaʃ]）是法国上法蘭西大區索姆省的一个市镇，位于该省西南部，属于阿布维尔区。

## 地理
加马什（49°59'12"N, 1°33'26"E）面积9.92 平方千米，位于法国上法蘭西大區索姆省，该省份为法国北部沿海省份，北起加来海峡省和北部省，西接滨海塞纳省和大西洋英吉利海峡，南至瓦兹省，东临埃纳省。
与加马什接壤的市镇（或旧市镇、城区）包括：安什维尔、隆格鲁瓦、蒙绍-索朗、博尚、布扬库尔昂塞里、布唐库尔、比尼莱加马什、昂布勒维尔、蒂卢瓦弗洛里维尔。

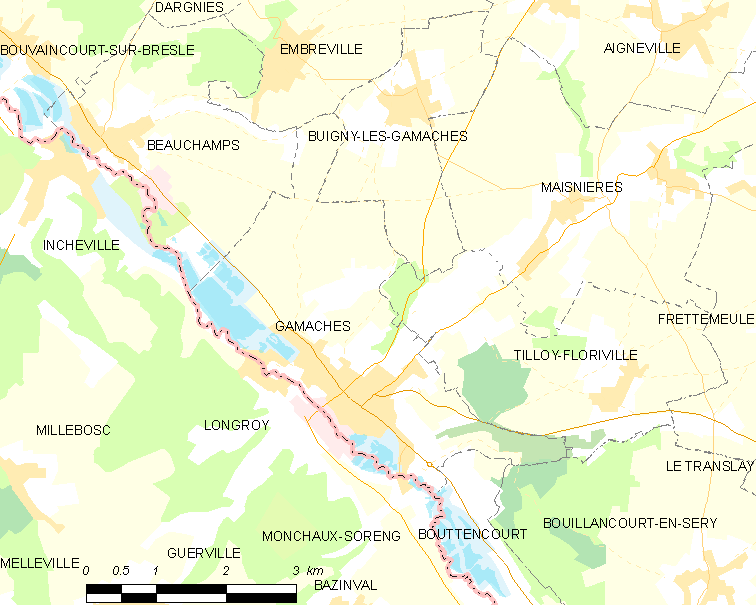
加马什的OSM定位图

加马什的时区为UTC+01:00、UTC+02:00（夏令时）。

## 行政
加马什的邮政编码为80220，INSEE市镇编码为80373。

## 政治
加马什所属的省级选区为加马什县。

## 人口

1962-2008年间加马什人口变化图示

加马什于2022年1月1日时的人口数量为2421人。